# Łusarek lucernowy
Łusarek lucernowy (Nomia melanderi) – gatunek samotnej pszczoły występującej w Ameryce Północnej. 
Gniazduje w ziemi, w glebach zasolonych, gliniastych i wilgotnych. Może tworzyć bardzo liczne, wielotysięczne agregacje gniazd. Prowadzi głównie samotny tryb życia, jednak czasem siostry mogą dzielić jedno gniazdo, co klasyfikuje się jako półspołeczność. Zimują przedpoczwarki, a czas przeobrażenia do dorosłych osobników zależy od temperatury oraz wilgotności gleby. Wychodzenie dorosłych osobników z gniazd ma miejsce zazwyczaj przed południem (między 9:30 a 11:00), między majem a sierpniem. Pierwsze samce pojawiają się nieco wcześniej w sezonie niż samice, ale część pszczół tej płci wychodzi z gniazd również przez resztę sezonu. W ciągu roku rozwija się zazwyczaj jedno pokolenie, jednak prawdopodobnie w niektórych przypadkach może mieć miejsce rozwój drugiego pokolenia (część pszczół kończy rozwój i opuszcza gniazda jeszcze w tym samym roku, i dopiero ich potomstwo zimuje).
Łusarek lucernowy jest cenionym zapylaczem roślin bobowatych, takich jak lucerna. W przeciwieństwie do np. pszczoły miodnej potrafi dostać się do wnętrza kwiatów tej rośliny, co wymaga od zapylacza specjalnej techniki (naciśnięcia płatków, tak by otworzył się dostęp do wnętrza kwiatu). Opracowano metody chowu tego gatunku na dużą skalę w celu zapylania upraw. W przygotowywanych specjalnie miejscach na gniazdo pszczoły mogą osiągać zagęszczenia 400 gniazd/m2 i tworzyć kolonie o liczebności 1,5 miliona gniazd. Łusarek lucernowy jest tym samym jedyną pszczołą samotną gniazdującą w ziemi, która jest masowo hodowana.